# Ŏ̤
Cette page contient des caractères spéciaux ou non latins. S’ils s’affichent mal (▯, ?, etc.), consultez la page d’aide Unicode.
Ŏ̤ (minuscule : ŏ̤), appelé O tréma souscrit brève, est un graphème et une lettre additionnelle de l’alphabet latin utilisée dans l’écriture du mindong. Elle est composée d’un O, d’un tréma souscrit et d’une brève.

## Représentations informatiques
Le O tréma souscrit brève peut être représenté avec les caractères Unicode suivants : 
- composé et normalisé NFC (latin étendu A, diacritiques)[1],[2] :

| formes    | représentations | chaînes de caractères | points de code | descriptions                                               |
| --------- | --------------- | --------------------- | -------------- | ---------------------------------------------------------- |
| capitale  | Ŏ̤               | Ŏ◌̤                    | U+014E U+0324  | lettre majuscule latine o brève diacritique tréma souscrit |
| minuscule | ŏ̤               | ŏ◌̤                    | U+014F U+0324  | lettre minuscule latine o brève diacritique tréma souscrit |

- décomposé et normalisé NFD (latin de base, diacritiques) :

| formes    | représentations | chaînes de caractères | points de code       | descriptions                                                    |
| --------- | --------------- | --------------------- | -------------------- | --------------------------------------------------------------- |
| capitale  | Ŏ̤               | O◌̤◌̆                   | U+004F U+0324 U+0306 | lettre majuscule o diacritique tréma souscrit diacritique brève |
| minuscule | ŏ̤               | o◌̤◌̆                   | U+006F U+0324 U+0306 | lettre minuscule o diacritique tréma souscrit diacritique brève |